# Eisenpass
Eisenpass är ett bergspass i Österrike. Det ligger i distriktet Bruck-Mürzzuschlag och förbundslandet Steiermark, i den östra delen av landet. Eisenpass ligger 1 185 meter över havet.
Över Eisenpass går flera vandringsleder.
I omgivningarna runt Eisenpass växer i huvudsak blandskog.